# نيدرهازلي
نيدرهازلي (بالألمانية: Niederhasli) هي بلدية تقع في مقاطعة ديلسدورف الواقعة ضمن كانتون زيورخ في سويسرا. تبلغ مساحتها 11.24 كيلومتر مربع، ويقدر عدد سكانها بـ 9202 نسمة (حسب تعداد ديسمبر 2017).